# Bahnhof Ruhland
Der Bahnhof Ruhland befindet sich in der gleichnamigen Stadt Ruhland in der nordwestlichen Oberlausitz im Süden des Landes Brandenburg an den Bahnstrecken Großenhain–Cottbus und Węgliniec–Roßlau. Das Bahnhofsgebäude ist denkmalgeschützt.

## Geschichte

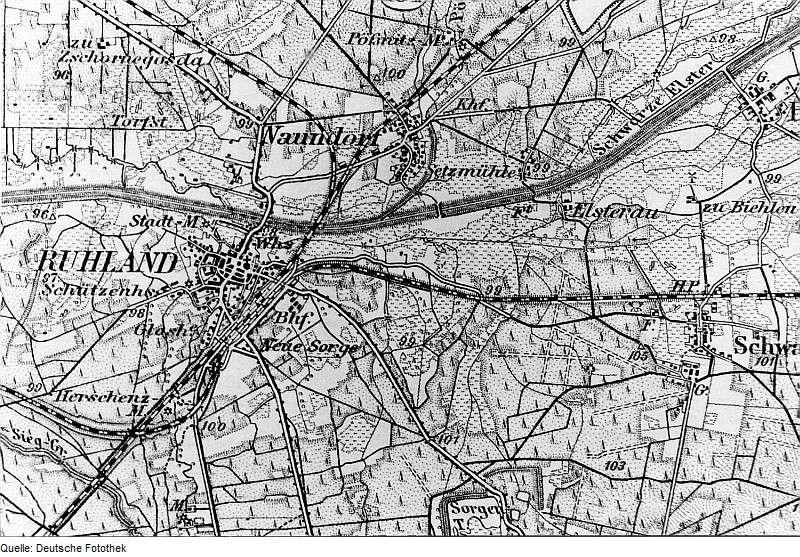
Historische Karte des Bahnknotens Ruhland

Die Cottbus-Großenhainer Eisenbahn-Gesellschaft wurde zum Ende des 19. Jahrhunderts vom Eisenbahngesellschafter Karl Eduard Zachariae von Lingenthal gegründet. Mit der Eröffnung der Bahnstrecke Cottbus–Großenhain am 20. April 1870 nahm der Bahnhof Ruhland seinen Betrieb auf und wurde am 11. Oktober 1871 auch zum Verwaltungssitz der Oberlausitzer Eisenbahn-Gesellschaft, die am 1. Juni 1874 die Bahnstrecke Kohlfurt (heute: Węgliniec)–Horka–Ruhland eröffnete. Ruhland wurde zu einem wichtigen Knotenpunkt im preußischen Eisenbahnnetz. Am 1. September 1883 gingen Gesellschaft und Bahnhof Ruhland in das Eigentum des preußischen Staats über. Damit standen direkte Zugverbindungen nach Magdeburg, Breslau (heute: Wrocław) in Niederschlesien, Dresden, Prag und Cottbus zur Verfügung. Im Personenverkehr dient das einstige Drehkreuz zwischen der Provinz Niederschlesien, Anhalt und dem Königreich Sachsen heute ausschließlich als Regionalverkehrshalt. Höhere Bedeutung hat jetzt der Güterverkehr, namentlich für den Industriestandort um BASF Schwarzheide.

## Umbau 2016

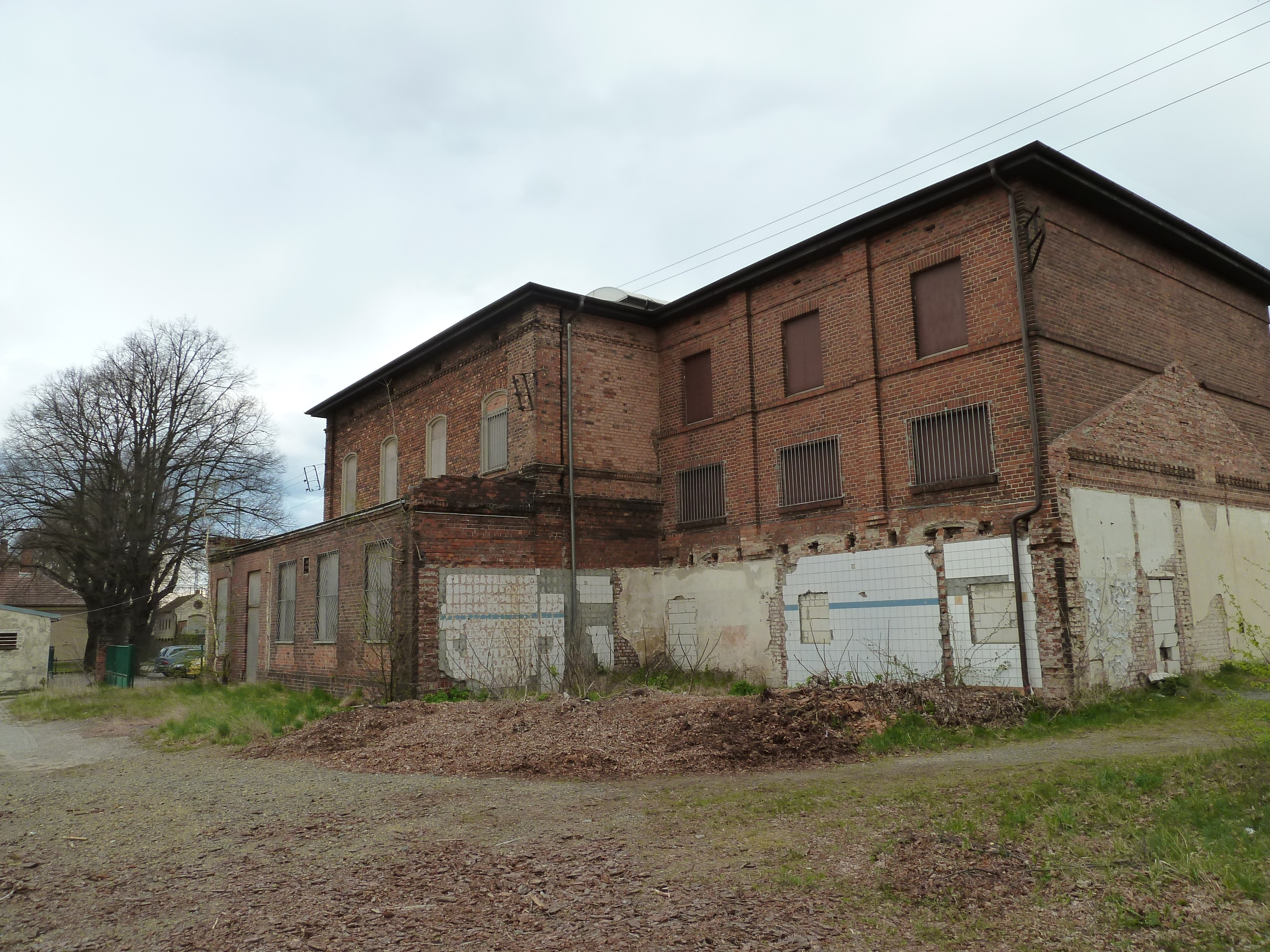
Rückansicht des Empfangsgebäudes

Am 31. Januar 2016 begannen die Umbauarbeiten an den Gleisanlagen und Bahnsteigen. Der Zugbetrieb bleibt eingeschränkt aufrechterhalten. In der ersten Bauphase bis September 2016 wird der Streckenabschnitt zwischen Ruhland und Hosena umgebaut. Dabei werden die Züge teilweise über Senftenberg umgeleitet oder werden durch Busse ersetzt. Dabei werden auch die maroden und zum Schluss nur noch mit 30 km/h befahrbaren Brücken erneuert. Gleichzeitig mit dem Neubau der Brücken am Elsterbogen-Bernsdorfer Straße wird die L 57 tiefergelegt, um den Durchlass für Straßentransporte zu erhöhen.
Kombiverkehrsterminal

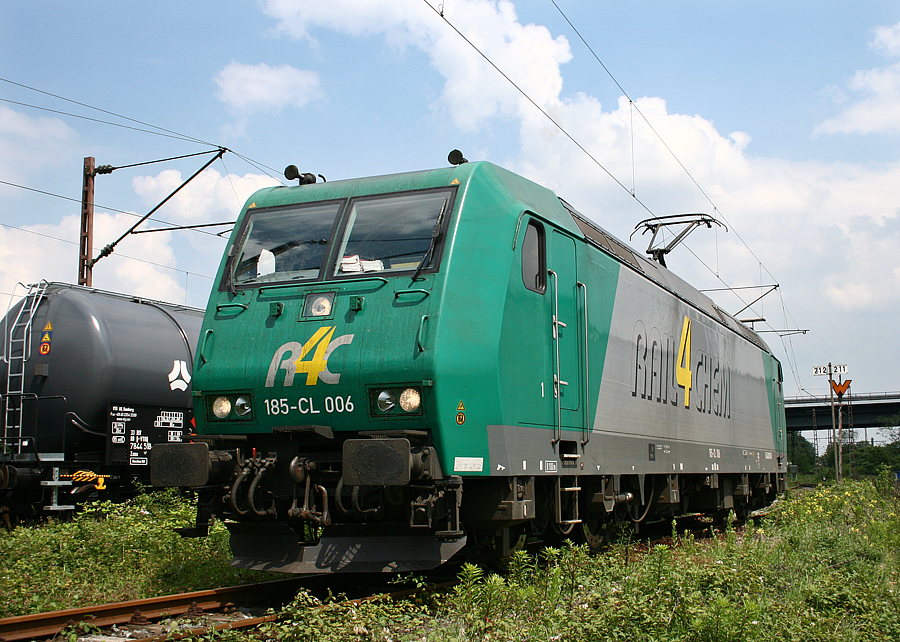
E-Lok der R4C zwischen Ruhland und der BASF Schwarzheide
(im Hintergrund die Brücke der B 169)

In der etwa drei Kilometer entfernten Nachbarstadt Schwarzheide befindet sich das Werksgelände der BASF Schwarzheide GmbH, dem Bahnhof Ruhland kommt dabei eine besondere Bedeutung zu. Derzeit werden hier jährlich 60 000 Transporte umgeschlagen.

## Ehemalige Nebenbahnen
Im Jahr 1875 eröffnete die Oberlausitzer Eisenbahn-Gesellschaft eine Nebenstrecke von Ruhland zum Eisenwerk Lauchhammer, die später auch eine Verbindung zur Zschipkau-Finsterwalder Eisenbahn (ZFE) erhielt. Der Personenverkehr wurde 1962 eingestellt.

Der Streckenabschnitt von Ruhland nach Lauchhammer Ost dient immer noch als Industrieanschlussgleis, hauptsächlich für den Umschlag der nahen BASF Schwarzheide, die hier ihren Verkehr von und nach Ludwigshafen am Rhein abwickelt.

## Verkehrsanbindung

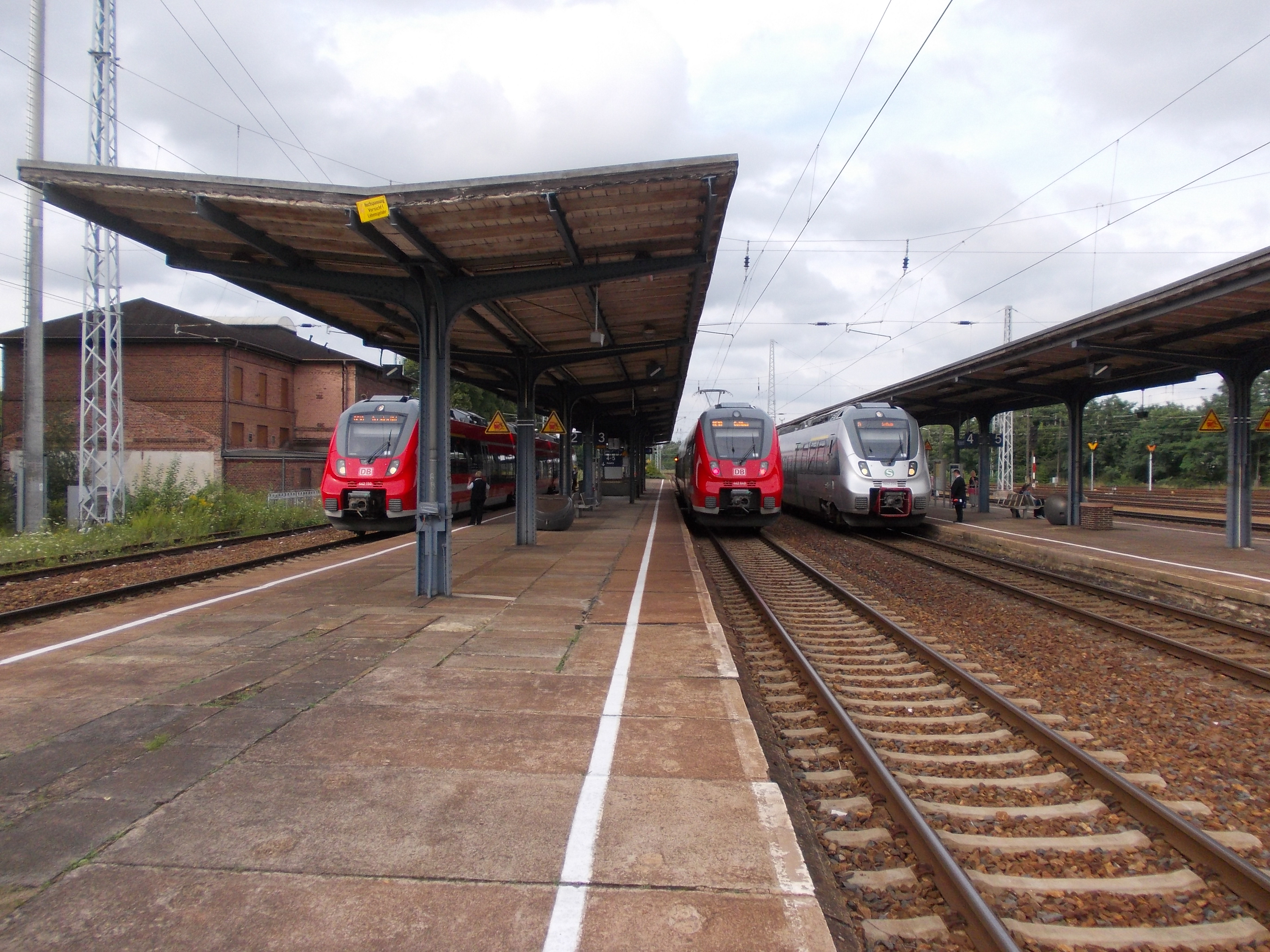
Drei Bombardier-Talent-2-Triebwagen im Juli 2014 im Bahnhof Ruhland; links RE 18 nach Dresden, in der Mitte RE 18 nach Cottbus und rechts S 4 der S-Bahn Mitteldeutschland über Leipzig nach Geithain

Am Bahnhof Ruhland verkehren folgende Linien des Schienenpersonennahverkehrs:
| Linie                    | Linienverlauf                                                                 | Takt (min)  | EVU              |
| ------------------------ | ----------------------------------------------------------------------------- | ----------- | ---------------- |
| RE 11                    | Hoyerswerda – Ruhland – Elsterwerda-Biehla – Falkenberg – Eilenburg – Leipzig | 120         | DB Regio Nordost |
| RE 13                    | Cottbus – Senftenberg – Ruhland – Elsterwerda-Biehla – Elsterwerda            | 120 (Mo–Fr) | DB Regio Nordost |
| RE 15                    | Hoyerswerda – Ruhland – Großenhain – Priestewitz – Dresden                    | 120         | DB Regio Nordost |
| RE 18                    | Cottbus – Senftenberg – Ruhland – Großenhain – Priestewitz – Dresden          | 120         | DB Regio Nordost |
| RB 49                    | Cottbus – Senftenberg – Ruhland – Elsterwerda-Biehla – Falkenberg             | 120         | DB Regio Nordost |
| Stand: 10. Dezember 2023 |                                                                               |             |                  |

Die Linien RE 11, RE 15, RE 18 und RB 49 ergeben von Ruhland aus in die vier Richtungen Cottbus, Hoyerswerda, Dresden und Falkenberg je Stundentakte. Der Bahnhof Ruhland dient dabei als Umsteigeknoten (Vollknoten).
Es besteht auch Anschluss an den Busverkehr. Es verkehren die Linien 622 (Senftenberg–Lauchhammer), 616 (Ruhland–Großräschen), 623 (Schwarzheide–Ruhland–Guteborn–Biehlen) und 624 (Schwarzheide–Buckersdorf/Großmehlen/Ortrand).